# Hansi Wendler
Hansi Wendler (1º maggio 1912 – Monaco di Baviera, 12 dicembre 2010) è stata un'attrice tedesca.

## Filmografia
- Allarme al n 3, regia di Philipp Lothar Mayring (1939)
- Zwei Welten, regia di Gustaf Gründgens (1940)
- Ritorno, regia di Géza von Bolváry (1940)
- Traummusik, regia di Géza von Bolváry (1940)
- Was geschah in dieser Nacht, regia di Theo Lingen (1941)
- Zwei in einer großen Stadt, regia di Volker von Collande (1942)
- Die Nacht in Venedig, regia di Paul Verhoeven (1942)
- Floh im Ohr, regia di Paul Heidemann (1943)
- Ich werde dich auf Händen tragen, regia di Kurt Hoffmann (1943)
- Warum lügst Du, Elisabeth?
- Der Erbförster, regia di Alois Johannes Lippl (1945)
- L'uomo perduto (Der Verlorene), regia di Peter Lorre (1951)
- Herz der Welt, regia di Harald Braun (1952)